# Aspalathus commutata
Aspalathus commutata är en ärtväxtart som först beskrevs av Julius Rudolph Theodor Vogel, och fick sitt nu gällande namn av Rolf Martin Theodor Dahlgren. Aspalathus commutata ingår i släktet Aspalathus och familjen ärtväxter. Inga underarter finns listade i Catalogue of Life.